# Slaget vid Herrevadsbro
Slaget vid Herrevadsbro år 1251 utkämpades mellan svenska upprorsmän, understödda av legohär, sannolikt främst tysk sådan, och den svenska kungamaktens styrkor under ledning av Birger jarl. 
Var slaget stod råder det delade meningar om. Den traditionellt vedertagna tolkningen pekar ut en bro över Kolbäcksån vid Kolbäck i Västmanland. Andra förespråkar Häradsvad i Säveån (Nårunga socken, Gäsene härad, Västergötland). Dick Harrison menar att ingendera sidan har avgörande källstöd utan han anser att det handlar i bägge fallen om mer eller mindre understödda hypoteser och rimliga tolkningar.

## Bakgrund
De äkta folkungarna anses ha besegrats året 1247 i slaget vid Sparrsätra. 1250 valdes Birger jarls son Valdemar till kung, åtta dagar efter det att Erik läspe och halte hade avlidit. Det fanns flera som hade anspråk på tronen och året därpå startade stormännen, troligen ledda av folkungarna junker Karl, Knut Magnusson, Filip Knutsson och Filip Petersson ett uppror, vilket nedslogs vid Herrevadsbro 1251.

## Primärkällor

### Erikskrönikan
Händelsen finns omnämnd i Erikskrönikan, skriven kring 1322 - 1335. Handskrifterna visar varianter. Enligt en handskrift från 1470-talet skrivs texten enligt nedan, i en annan, från slutet av 1500-talet eller början av 1600-talet, sägs att "the woro thå swekna widh Häradzwadz broo":
Folke jerl war en erliken man

rikesins forman tha war han

Han war swa höwelik dugande oc wiis

swa at alle men gaffuo honom priiss

Thz han var en erligh herra

han doo affbrat oc thy var verra

Han haffde ena starka vällugha slekt

the lifdo sidhan mz digher ospekt

Oc striddo opta mz digher makt

swa som här er för i bokenne sakt

Een aff them heet junker karl

han satte sik a moth birge järl

birge jerl ville ok han fordriffua

ok alla the ner honom ville bliffua

Folkunga sampnado sik ather tha

ok toko folk huar the kunno faa

vplenzska danska oc nordmen soma

ok thydiska men som vidherla koma

The wordo tha swikne i rette tro

jnnan vesmanna lande vid herwadz bro

Birge jerl ok biscop koll

var herra gaff ther til eth tool

The loffuado them tro oc sworo them edha

oc villo them felugha til sik ledha

Ok talado for them yffrid slät

ok sagdo at the villo haffuat til säät

Swa at folkunga lagdo thera vapn nid

thy at biscop koll haffde sworet them frid

Ok gingo til thera ouer ena aa

ther loth them jerlin hoffwod aff slaa

Jwnker karl war ekke thär

ther varo tha yffrid marge när

Tha gik folkunga äät

wald ouer ok mykin oreth

folkunga ok thera frender

dogho tha marge alle i sänder

Ok fingo tha swa ilt affslagh

the koffrado sik ey än i dagh

Sidhan thorde engen a mot jerlin standa 

### Håkon Håkonssons saga
Händelsen beskrivs i Håkon Håkonssons saga, av Sturla Tordarsson, skriven omkring 1265:
"Så ble det gjort i stand til stort gjestebud i Oslo, og den unge kongen feiret bryllup med jomfru Rikitsa. - - - Da gjestebudet var over, fór svearna hjem, og kongen gav dem prektige gaver da de reiste. De gav seg på veg og kom fram til Birger jarl. Men mens de var i Norge, hadde det hendt mye i Svearike. Da hadde Birger jarl kjempet ved Hervadsbro med de herrene som før er nevnt, begge Filippus'ene og Knut Magnusson. De overgav seg alle sammen. Men jarlen lot halshogge alle, og mange andre også, mest tyskere. De fleste av svenskerne gav han grid. Siden stilnet ufreden i Svitjod. Folk dømte så ulikt om det verket som jarlen hade utført, men det kom mye an på hvem som talte, venner eller uvenner av jarlen."

### Annaler
Sigtunaannalerna och annalen Incerti scriptoris chronicon dateras till slutet av 1200-talet eller möjligen till 1300-talets första år. I Sigtunaannalerna nämns händelsen under året 1251, men inte platsen för densamma. I Incerti scriptoris chronicon nämns händelsen under året 1252, och platsen kallas Herwalza. Från 1400-talet finns ett antal annaler, där uppgifter om händelsen förekommer. De har dock bedömts som kompilatoriska genom att ge uttryck åt ett osjälvständigt eftersägeri (Sture Bolin i Till dateringen av Erikskrönikan; ingår i Historisk Tidskrift 1927, Stockholm 1928).

### Tavlan i Kolbäcks kyrka
Minnestavlan från 1610 i Kolbäcks kyrka, som beskriver avrättningarna vid Herrevadsbro, anges grunda sig på muntlig tradition i Kolbäcks socken. .